# STD
STD
- 1. kratica za slavonsko tamburaško društvo (Pajo Kolarić, Osijek)
- 2. kratica za "Sao Tome Dobra", međunarodna oznaka valute dobra afričke države Sveti Toma i Principe
- 3. kratica za saobraćajno-transportna djelatnost
- 4. automobilska oznaka njemačkog grada Stade (pokrajina Niedersachsen, zapadno od Hamburga)
- 5. latinska kratica za sacrae theologiae doctor (doktor svete teologije)
- 6. engleska kratica za Society of Typographic Designers (Društvo tipografskih dizajnera)